# Komsomol

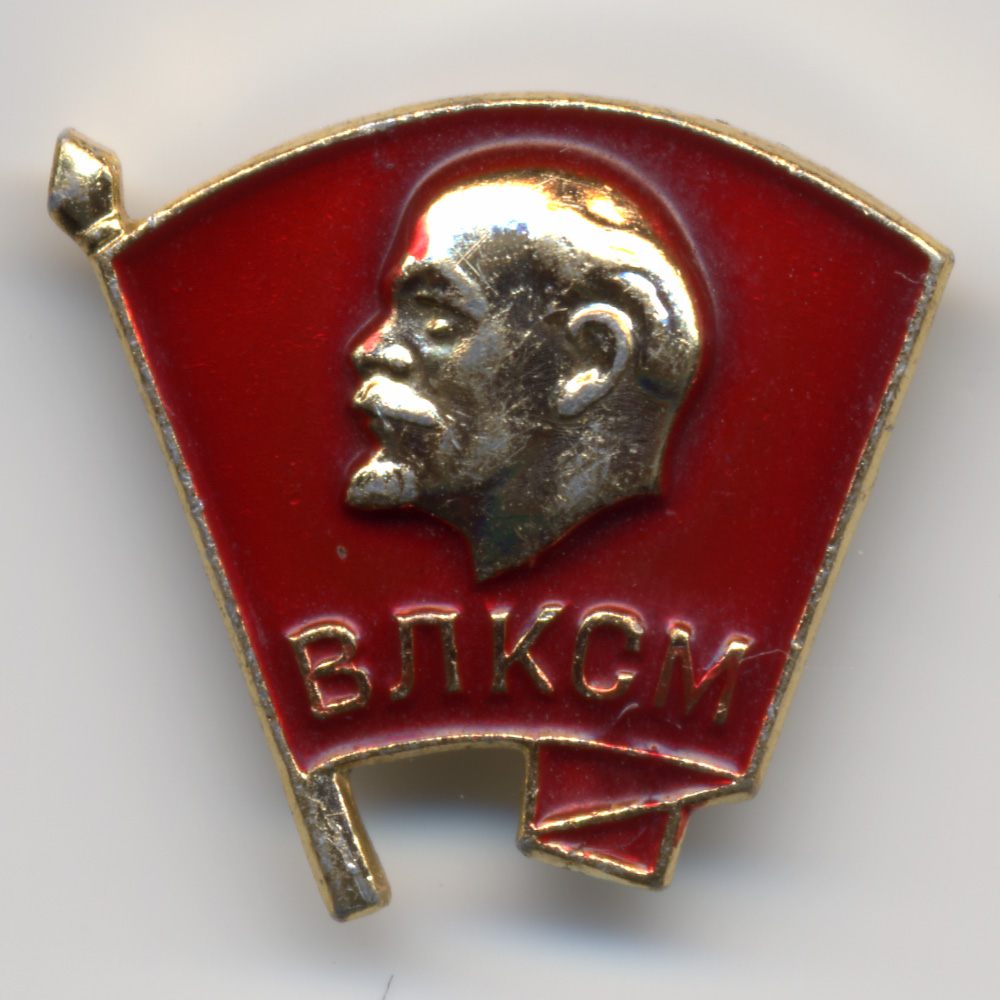
Medlemsmärke

Komsomol (ryska: Комсомол), hela namnet All-union Lenins kommunistiska ungdomsunion (ryska: Всесоюзный Ленинский коммунистический союз молодёжи, Vsesojuznyj Leninskij kommunistitjeskij sojuz molodjozji; förk. ВЛКСМ, VLKSM) var ungdomsförbund för Sovjetunionens kommunistiska parti. Medlemmarna var i åldern 14-28 år och förbundets officiella organ var Komsomolskaja Pravda. Förbundet var nära förknippat med Pionjärerna för barn i åldern 9-14 och De små oktoberbarnen för ännu yngre barn.
Komsomol grundades 1918 för att förena olika ungdomsförbund. I början låg fokus på mer militär verksamhet, i och med den ryska revolutionen och det ryska inbördeskriget. 1922 flyttades fokus till hälsoverksamhet, idrott, utbildning med mera.